# Cascada Chahuaco
Cascada Chahuaco är ett vattenfall i Mexiko.   Det ligger i delstaten Hidalgo, i den sydöstra delen av landet, 180 km norr om huvudstaden Mexico City. Cascada Chahuaco ligger 927 meter över havet.
Terrängen runt Cascada Chahuaco är kuperad åt nordost, men åt sydväst är den bergig. Terrängen runt Cascada Chahuaco sluttar österut. Runt Cascada Chahuaco är det ganska glesbefolkat, med 42 invånare per kvadratkilometer. Närmaste större samhälle är Calnali, 5,1 km väster om Cascada Chahuaco. I omgivningarna runt Cascada Chahuaco växer i huvudsak städsegrön lövskog.